# Tell al-Shih
Tal Al-Shih (tiếng Ả Rập: تل الشيح) là một ngôi làng Syria nằm ở phó huyện Sabburah thuộc huyện Salamiyah, Hama. Theo Cục Thống kê Trung ương Syria (CBS), Tal Al-Shih có dân số 193 người trong cuộc điều tra dân số năm 2004.